# West Hartford
West Hartford è un comune di 61.173 abitanti degli Stati Uniti d'America, situato nella Contea di Hartford nello Stato del Connecticut.